# جورجو فيريني
جورجو فيـرّيني (Giorgio Ferrini) ، (ترييستي، 18 أغسطس 1939 - تورينو، 8 نوفمبر 1976) ، لاعب كرة قدم إيطالي سابق.
لعب مع منتخب إيطاليا لكرة القدم.

## روابط خارجية
- جورجو فيريني على موقع الاتحاد الدولي (مؤرشف)  (الإنجليزية)
- جورجو فيريني على موقع قاعدة بيانات كرة القدم.إي يو (الإنجليزية)
- جورجو فيريني على موقع ناشيونال فوتبول تيمز (الإنجليزية)
- جورجو فيريني على موقع Soccerbase.com (لاعب) (الإنجليزية)
- جورجو فيريني على موقع عالم كرة القدم.نت (الإنجليزية)
- جورجو فيريني على موقع أوليمبيديا (الإنجليزية)